# 麃公
麃公（ひょうこう、生没年不詳）は、中国戦国時代末期の秦の将軍。
「麃公」は、麃という秦の邑の公（大夫の異称）の意であるとされており、姓氏名は不明。

## 経歴
紀元前246年、秦王政が即位すると、蒙驁、王翦とともに将軍に任じられる。
紀元前245年、魏の巻（現在の河南省平頂山市付近）を攻め、首を斬ること3万であった。